# 第一次孫科內閣

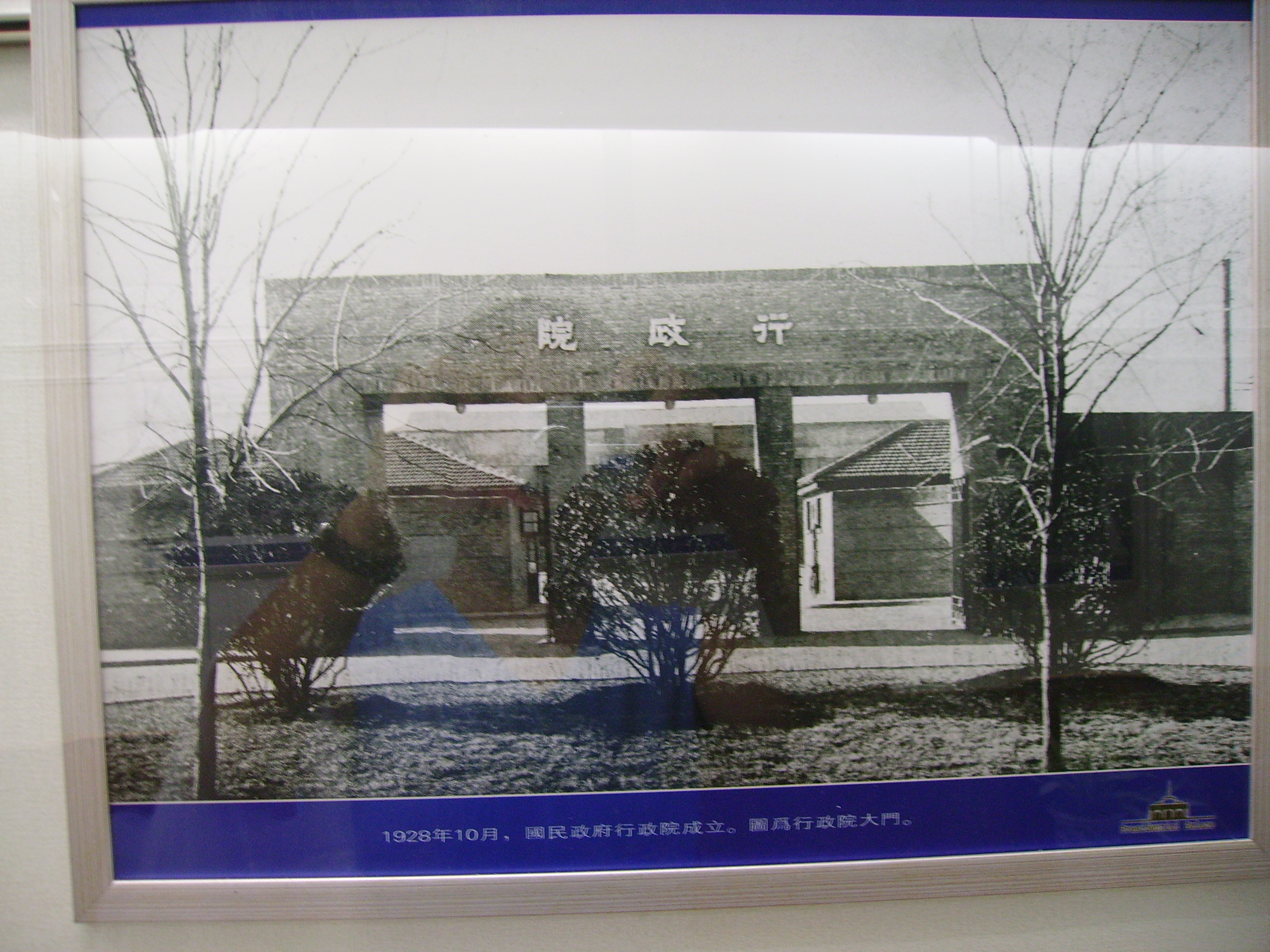

孫科內閣於國民政府時代共出現過兩次。首次成立於1931年12月28日，由行政院院長孫科負責組閣，該內閣也為中華民國國民政府的第三任行政院內閣。後來因為軍權無法統一，也無法對日本軍攻擊中國領土提出有效應對措施。於是該內閣於1932年1月28日的一二八事變發生後，隨即總辭。

## 內閣成員
- 行政院院長：孫科（ 中國國民黨）
- 行政院副院長：陳銘樞（ 中國國民黨）
- 內政部部長：李文範（ 中國國民黨）
- 外交部部長：陳友仁（ 中國國民黨）
- 財政部部長：黃漢樑
- 軍政部部長：何應欽（ 中國國民黨）
- 海軍部部長：陳紹寬（ 中國國民黨）
- 教育部部長：朱家驊（ 中國國民黨）
- 交通部部長：陳銘樞（ 中國國民黨）
- 鐵道部部長：葉恭綽
- 實業部部長：陳公博（ 中國國民黨）
- 司法行政部部長：羅文榦
- 蒙藏委員會委員長：石青陽（ 中國國民黨）
- 僑務委員會委員長：吳鐵城（ 中國國民黨）
- 禁煙委員會委員長：劉瑞恆